# Космос 613
Космос 573 е съветски безпилотен космически кораб от типа „Союз“. Това е кораб № 34А от модификацията Союз 7К-Т. Това е полет за изпитания на системите на модификацията, предвидена за обслужване на орбиталните станции от типа Алмаз. В сравнение с предишната модификация Союз 7КТ-ОК в тази екипажът от трима е намален до двама души, облечени в скафандри.

## Предистория
След катастрофата на Союз 11 следващият пилотиран кораб трябвало да е „Союз 7К-Т“ № 33, но всички те са отменени. Останалите изработени и готови за полет кораби са с № 34, № 35 и № 36. Те са преработени като автоматични и са доработени съгласно предписанията на комисията, разследвала аварията на „Союз 11“. След преработката корабите получават в номера буква „А“. Първият („Союз 7К-Т“ № 33А) е изстрелян през юни 1972 г. Взето е решение, че едва при успешно протичане на всички автоматични полети да се проведе пилотирана мисия.

## Полет
Космическият кораб „Космос 613“ е изстрелян на 30 ноември 1973 година с ракета-носител „Союз“ (индекс – 11А511, сериен номер – С15000-29) от стартова площадка № 1 на космодрума „Байконур“.
Основната цел на мисията са ресурсни изпитания на системите на кораба в продължение на 60 денононощия в условията на реален космически полет. Всички изпитания преминават успешно и е взето решение пилотираните полети да се възстановят.